# Avril Lavigne: My World
《Avril Lavigne: My World》는 에이브릴 라빈의 DVD로, 2003년 발매되었다.